# Sanguita
La sanguita és un mineral de la classe dels halurs. Rep el nom del llatí sanguis (sang), en al·lusió al seu color.

## Característiques
La sanguita és un clorur de fórmula química KCuCl₃. Va ser aprovada com a espècie vàlida per l'Associació Mineralògica Internacional l'any 2013. Cristal·litza en el sistema monoclínic. La seva duresa a l'escala de Mohs és 3.

## Formació i jaciments
Va ser descoberta a la fumarola Glàvnaia Tenoritóvaia, que es troba al segon con d'escòria de l'Avanç nord de la Gran erupció fissural del volcà Tolbàtxik, al krai de Kamtxatka (Rússia), on es troba en forma de cristalls prismàtics de fins a 1 mm de llarg i fins a 0,2 mm de gruix, normalment combinats en grups, cúmuls densos o crostes de fins a diverses desenes de cm² d'àrea. Aquest indret és l'únic a tot el planeta on ha estat descrita aquesta espècie mineral.